# Frécourt
Frécourt é uma comuna francesa na região administrativa de Grande Leste, no departamento de Haute-Marne. Estende-se por uma área de 6,22 km². Em 2010 a comuna tinha 101 habitantes (densidade: 16,2 hab./km²).